# 稲荷山トンネル (京都府)

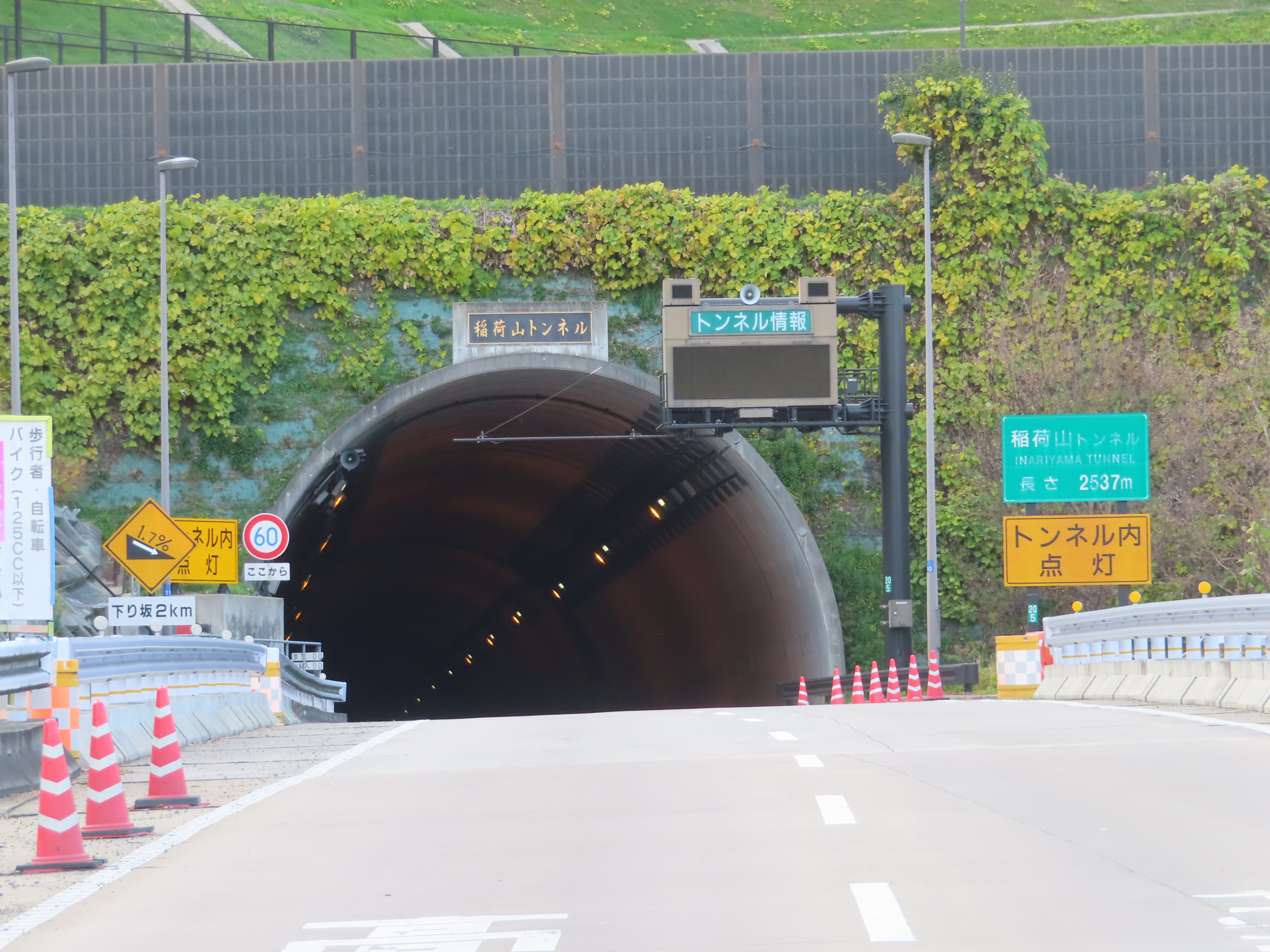
稲荷山トンネル（山科区側から撮影）

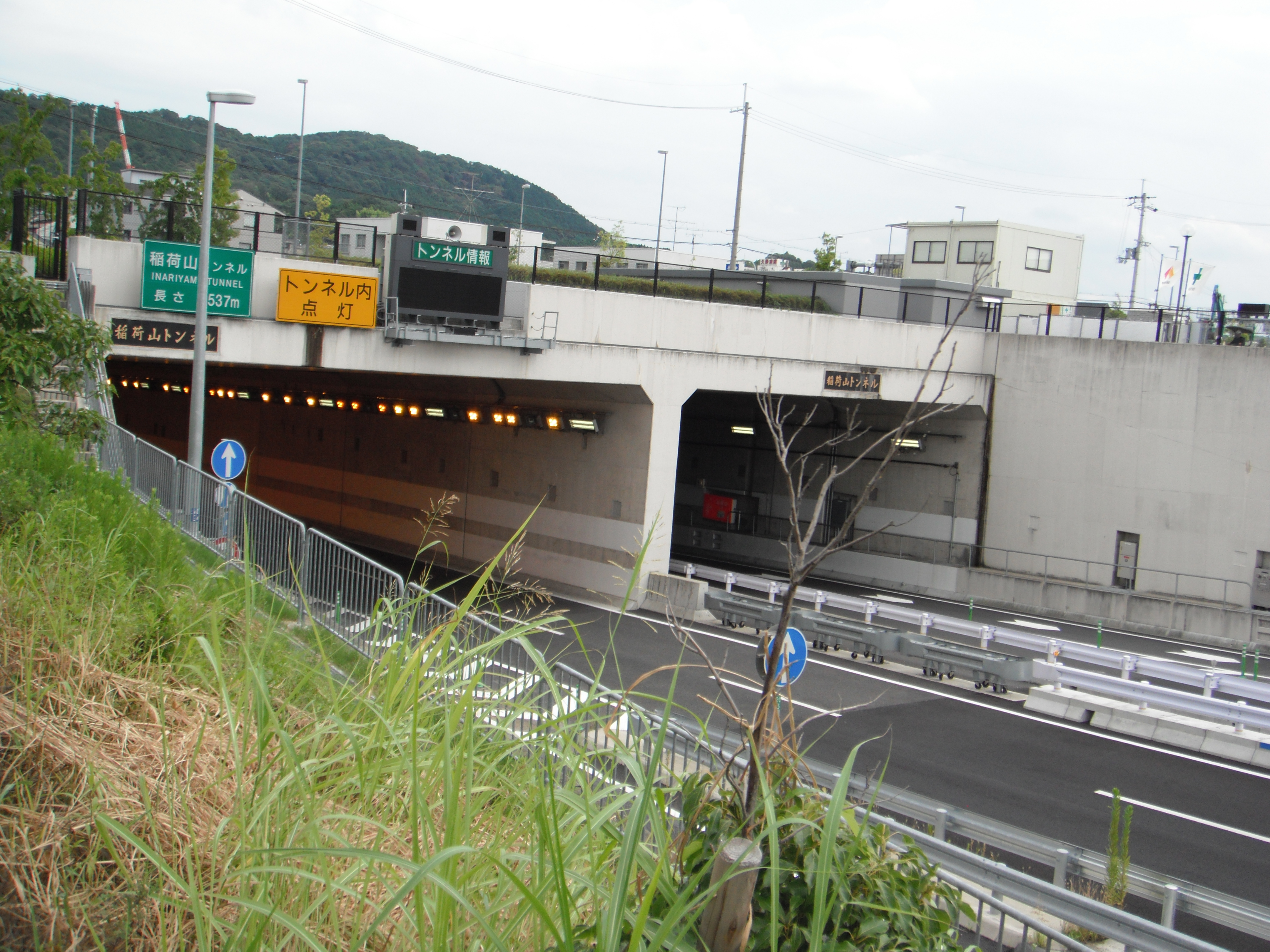
稲荷山トンネル（伏見区側から撮影）

稲荷山トンネル（いなりやまトンネル）は、京都府京都市の山科区、東山区、伏見区にまたがる東山にある、全長2,537 m・片側2車線のトンネルである。
新十条通の一部を構成する。自動車専用道路に指定されており、歩行者・自転車・排気量125 cc以下の二輪車は通行不可。およそ3分の1の区間がシールドトンネルの形式で掘削された。
かつての利用層は山科区の中心部が主な発着地だったが、2019年に無料化された後は山科区の南部や京都市の西部・南部へも利用が広がっている。

## 歴史
- 1995年03月 - 着手
- 2006年12月 - 西行トンネル貫通

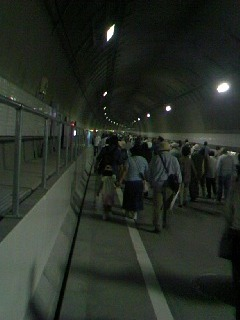
トンネルウォークの様子

- 2007年08月 - 公募によりトンネル名称決定
- 2007年12月3日[2] - 東行トンネル貫通
- 2008年06月1日17時 - 阪神高速8号京都線のトンネルとして供用開始
- 2019年04月1日 - 本トンネルを含む山科 - 鴨川東間が無料開放される。

## インターチェンジなど
- 全区間京都府京都市内に所在。

| IC 番号                   | 施設名     | 接続路線名                           | 起点 から (km) | 備考           | 所在地 |
| ------------------------- | ---------- | ------------------------------------ | -------------- | -------------- | ------ |
| 新十条通 椥辻方面         |            |                                      |                |                |        |
| 8-01                      | 山科出入口 | 新十条通 京都市道185号勧修寺日ノ岡線 | 0.0            |                | 山科区 |
| 8-02                      | 鴨川東IC   | 十条通 師団街道                      | 2.6            | 山科方面出入口 | 伏見区 |
| E89 第二京阪道路 大阪方面 |            |                                      |                |                |        |

## 場所
京都市道高速道路1号線
山科出入口 (8-01) - 稲荷山TN - 鴨川東IC(8-02)

## 特記事項
- 当該トンネルは、琵琶湖疏水の地下を横断することから、本来であれば危険物積載車両の通行が規制される水底トンネルに該当するが、日本高速道路保有・債務返済機構による審議の結果「危険物積載車両の通行の禁止又は制限の必要は無い」と判断された[3]。
- 2007年4月、西行トンネルの貫通石の入ったお守りが阪神高速道路株式会社より発売された。
- 阪神高速道路の想定していた平均利用台数は10,000台/日であったが、開通1か月経過時点の平均利用台数は2,100台/日と、大幅に伸び悩んでいた[4]。一方で、並行する国道1号や外環状線、大岩街道が渋滞しているという状況を踏まえて、京都府・京都市が日本高速道路保有・債務返済機構への出資金を債権放棄する形で施設を買い取り、2019年4月1日0時をもって本トンネルを含む山科 - 鴨川東間が無料開放された[5]。無料化前の2018年度は1日平均8,400台だった通行量は、2019年4 - 9月は約19,000台に倍増、京都市建設企画課は「並行する国道1号線や三条通りの渋滞も緩和傾向にある」としている。しかし、山科区側では生活道路を抜け道に利用、五条バイパスから清水焼団地を経由して山科出入口で結ぶ新大石道も南行の渋滞が増え、京都府警が地元勧修小学校の通学路になっている生活道路に横断歩道や一時停止の標識を設置した[6]。